# Lora, su lira y sus rolas
Lora, su lira y sus rolas es un álbum de estudio de Álex Lora, como proyecto individual aparte de la banda El Tri. Este álbum incluye la canción insignia de Lora, «Triste canción».

## Lista de canciones
Todas las letras escritas por Álex Lora, excepto donde se indica.
| N.º | Título               | Escritor(es)       | Duración |  |
| 1.  | «Palabras»           |                    | 2:38     |  |
| 2.  | «Dos de bastos»      |                    | 2:41     |  |
| 3.  | «Canción de cuna»    |                    | 2:57     |  |
| 4.  | «Nuestros impuestos» |                    | 2:59     |  |
| 5.  | «Murmullo de amor»   |                    | 3:39     |  |
| 6.  | «La primera piedra»  |                    | 2:40     |  |
| 7.  | «Qué güeva»          |                    | 2:34     |  |
| 8.  | «El mamey y el ñero» | Lora, Horacio Reni | 2:07     |  |
| 9.  | «La bolsa»           |                    | 3:11     |  |
| 10. | «Ya no le metas»     |                    | 2:17     |  |
| 11. | «Beto»               |                    | 4:22     |  |
| 12. | «Ya estamos hartos»  |                    | 3:43     |  |
| 13. | «Triste canción»     |                    | 3:25     |  |

## Créditos y personal
- Álex Lora – guitarra, voz, productor, mezclas
- Rafael Salgado – armónica

Músicos invitados
- En «Triste canción»
  - Bernardino Maldonado – maracas, voz
  - Daniel Torres – coros
  - Alejandro Domínguez – requinto

Personal técnico
- Chela Lora – concepto
- Fernando Aceves – fotografía
- Jean B. Smith – ingeniero, mezclas
- Mark Chaleki – masterización
- Juan Carlos Paz y Puente – A&R
- Maricela Valencia – coordinación